# Acronicta falcula
Acronicta falcula är en fjärilsart som beskrevs av Augustus Radcliffe Grote 1877. Acronicta falcula ingår i släktet Acronicta och familjen nattflyn. Inga underarter finns listade i Catalogue of Life.